# Camellia viridicalyx
Camellia viridicalyx är en tvåhjärtbladig växtart som beskrevs av Ho Tseng Chang och S.Y. Liang. Camellia viridicalyx ingår i släktet Camellia och familjen Theaceae. Utöver nominatformen finns också underarten C. v. linearifolia.

## Bildgalleri

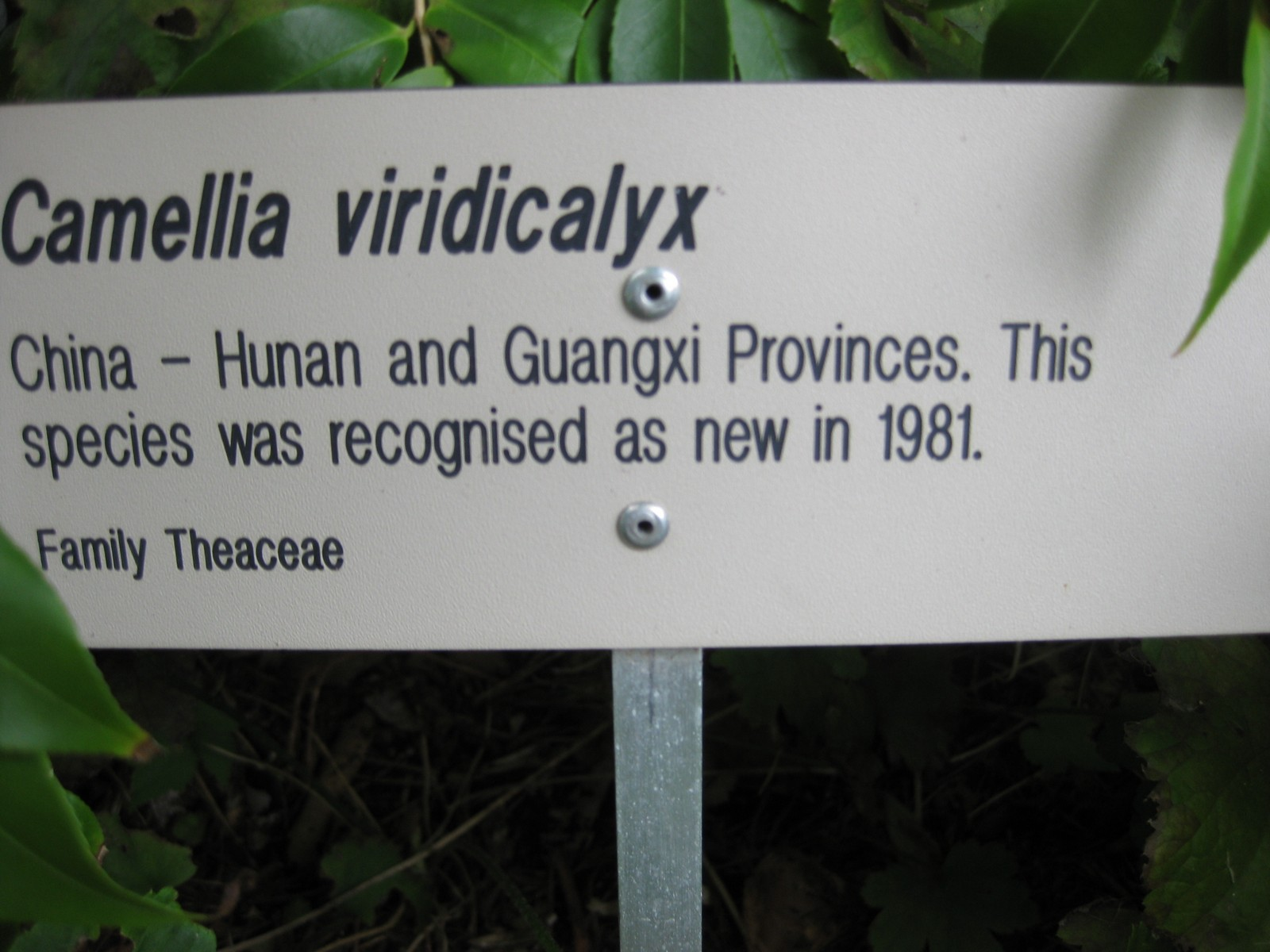